# Afra Saraçoğlu
Afra Saraçoğlu (Edremit, 2 dicembre 1997) è un'attrice turca.

## Biografia
Nata nel 1997 nel quartiere Edremit di Balıkesir (Turchia), Afra Saraçoğlu proviene da una famiglia di origine di Salonicco e Creta, nell'Impero ottomano. Ha completato l'istruzione primaria e secondaria ad Adalia, poi si è iscritta presso il dipartimento di letteratura dell'Università Eskişehir Osmangazi e al termine degli studi ha ottenuto la laurea.
Nel 2015 ha iniziato la sua carriera di attrice con il film En Güzeli diretto da Mustafa Ugur Yagcioglu. L'anno successivo, nel 2016, è stata invitata dal regista Özcan Deniz a un servizio fotografico di prova per il ruolo di Çiçek nel film Una seconda occasione (İkinci Şans) e dopo averlo superato è stata inclusa nel cast. Nel 2017 ha interpretato il ruolo di Kayla nel film Kötü Çocuk diretto da Yagiz Alp Akaydin. Dopo quest'ultima interpretazione, nel 2017 e nel 2018 è stata scelta per interpretare il ruolo di Ece Çamkıran nella serie in onda su Star TV Fazilet Hanım ve Kızları. Nel 2018 è diventata il volto del marchio di Hummel e Pantene.
Nel 2018 ha ricoperto il ruolo di Ada nel film İyi Oyun diretto da Umut Aral e quello di Gülüm nel film Aşk Bu Mu? diretto da Ömer Ugur. L'anno successivo, nel 2019, ha interpretato il ruolo di Hayat Çetin nella serie in onda su Star TV Kardeş Çocukları. Nel 2020 è entrata a far parte del cast della serie in onda su Fox Öğretmen, nel ruolo di Gizem Bozkurt. L'anno successivo, nel 2021, ha ricoperto il ruolo di Tülin Saygı nella serie di BluTV Yeşilçam. Nello stesso anno è diventata il volto del marchio Cornetto, mentre nel 2022 quello di Elidor. Dal 2022 al 2025 è stata scelta per interpretare il ruolo della protagonista Seyran Şanlı nella serie in onda su Star TV Yali Çapkini, accanto all'attore Mert Ramazan Demir. Nel 2023 è diventata il volto dei marchi Garnier e DeFacto e nel 2024 quello di Ülker. Nel 2025 ha recitato nella serie di YouTube Istanbul My Love e nella serie di Disney+ Pera.

## Filmografia

### Cinema
- En Güzeli, regia di Mustafa Ugur Yagcioglu (2015)
- Una seconda occasione (İkinci Şans), regia di Özcan Deniz (2016)
- Kötü Çocuk, regia di Yagiz Alp Akaydin (2017)
- İyi Oyun, regia di Umut Aral (2018)
- Aşk Bu Mu?, regia di Ömer Ugur (2018)

### Televisione
- Fazilet Hanım ve Kızları – serie TV, 50 episodi (Star TV, 2017-2018)
- Kardeş Çocukları – serie TV, 21 episodi (Star TV, 2019)
- Öğretmen – serie TV, 9 episodi (Fox, 2020)
- Yeşilçam – serie TV, 20 episodi (BluTV, 2021)
- Yali Çapkini – serie TV, 101 episodi (Star TV, 2022-2025)
- Istanbul My Love – serie TV, 10 episodi (YouTube, 2025)
- Pera – serie TV (Disney+, 2025)

## Doppiatrici italiane
Nelle versioni in italiano dei suoi film e delle sue serie TV, Afra Saraçoğlu è stata doppiata da:
- Carolina Gusev[39] in Una seconda occasione[40]

## Riconoscimenti
- Pantene Golden Butterfly Awards
  - 2018: Vincitrice come Stella nascente[41]
- Turkey Youth Awards
  - 2018: Vincitrice come Miglior attrice televisiva non protagonista per la serie Fazilet Hanım ve Kızları[42]